# 1957年公民権法におけるストロム・サーモンドの議事妨害
本項では1957年の公民権法の立法審議においてサウスカロライナ州選出の民主党の上院議員ストロム・サーモンドが行った議事妨害（フィリバスター）について説明する。1957年、アフリカ系アメリカ人の選挙権を連邦政府が確保および保護する公民権法の立法審議に対し、サーモンドは、これが不要かつ違憲であると主張し、議事妨害目的の長時間演説（フィリバスター）を行った。この妨害演説は、1957年8月28日午後8時54分から翌日の午後9時12分まで、24時間18分にわたった。これは長年にわたりアメリカ合衆国上院における単独演説者での最長記録であった。しかし、採決には影響を与えず、法案自体は演説の2時間後に可決され、ドワイト・D・アイゼンハワー大統領の署名により、法律として成立した。
サーモンドは上院議員としてはまだ3年目であったが、以前より地元サウスカロライナ州で活動して知事も務めた政治家であり、特に1948年の州権民主党の結成や同年の大統領選挙出馬など、熱心な人種隔離論者として有名な人物であった。このフィリバスターは、サウスカロライナ州民や他の南部諸州の市民からも支持されたが、他の南部選出の同僚議員たちからは合意を無視した独断行為として批判を受けた。その演説内容は法案の特定の条項が合衆国憲法に違反するという論旨で、あからさまな人種差別などが登場するようなものではなかったが、現在では黒人の投票権獲得を阻むという目的から人種差別的であると評されている。

## 背景と目的
1870年に成立したアメリカ合衆国憲法修正第15条はすべての人種の市民に対する投票権を保障するものであったが、州法や選挙権税（poll tax）、その他の制度により、依然として多くのアフリカ系アメリカ人の投票権が事実上認められていなかった。
1957年の公民権法は、アフリカ系アメリカ人の投票権を連邦政府が確保および保護することを目的とし、当時のドワイト・D・アイゼンハワー政権とともに全米黒人地位向上協会（NAACP）によって支持された。
具体的には公民権を保護することを目的として、司法省に公民権局を設置し、米国公民権委員会を設立するというものであった。
この法案は上院において、南部諸州選出の多くの民主党議員を怒らせた。
原案は下院で6月に可決されていたが、上院では民主党を満足させるための妥協が重ねられ、大幅に骨抜きにされて下院に引き戻された。
この修正案では、公共の場での差別を司法長官が提訴できるようにする条項を削除し、また、個人の選挙権を制限した罪に問われた場合に陪審員による裁判を保証することを付け加えるというものであった。
この修正案は8月27日に279対97で下院を通過した。
この法案に激しく反発したのが、民主党所属でサウスカロライナ州選出の上院議員であったストロム・サーモンドであった。彼は連邦議員としては3年前の1954年に上院に当選したばかりの新人議員であったが、地方議員として1932年にサウスカロライナ州上院議員当選以降、政界を歩んできた人物であり、1946年からはサウスカロライナ州知事も1期務めた。
特に1948年の民主党全国大会において公民権をめぐる反対運動が起こった際には州権民主党（ディキシークラット）の設立に貢献し、1948年の大統領選挙では、新党候補としてハリー・トルーマン、トーマス・E・デューイと戦った。この時は二大政党を相手に、100万票以上を獲得し、4つの州で勝利を収めた。
このようにサーモンドの政治家としての活動は、人種統合への反対を主な理由としたものであった。
サーモンドは公民権法案が「残酷で異常な刑罰」であると述べ、また、反対演説を長々と行うことで「国を啓蒙すること」を望むとも述べていた。
上院の規則において法案審議は事実上無制限であるために、この規則を援用して可能な限り長く演説することにより、法案の成立を防止する手段があった。この議事妨害をフィリバスターという。
当時の規則においてフィリバスターを行う場合、演説者は議場から離れることはできず、また立ったまま行う必要があり、離れたり座った場合に演説は打ち切られた。
また、他にも一定割合の議員が終了に合意することでもフィリバスターを終わらせることが可能であり、当時の規定では終了に3分の2の賛成で終わらせられた（これをクローチャーという）。サーモンドの最長記録は単独での達成記録であり、グループで行われたフィリバスターではさらに長いものが存在する。
サーモンドの議事妨害において、主要な論点となったのは軽微な投票権侮辱行為に対する裁判の規定箇所であった。問題の条項では、こうした行為に対して陪審員抜きで、つまり判事のみで審議ができるとしていた。ただし、罰則が45日の禁固刑または300ドルの罰金を超える場合には陪審制による二審が設けられていた。
これは、合衆国憲法が保障する「被告の陪審員による裁判を受ける権利」を侵害するものだ、としてサーモンドを始めとする南部の上院議員らは反発した。
ただ、この規定は共和党と民主党の妥協で設けられたものであり、また歴史家のジョゼフ・クリスピーノによれば、陪審員なしの審理が結局、二審を招く可能性があるのであれば多くの判事は裁判を諦めるため、実質的にはほとんど影響がなかったと指摘している。
サーモンドの演説が行われた4日前の8月24日に、リチャード・ラッセル上院議員の事務所にて、南部議員の間では組織的なフィリバスターを行わないという合意が成立していた。
このため、合意を破ったサーモンドは、演説後にラッセルやハーマン・タルマッジら党幹部から批判されることとなった。

## フィリバスター
サーモンドのフィリバスターは1957年8月28日午後8時54分に始まった。48州の選挙法を皮切りに、連邦最高裁判所の判決、アレクシ・ド・トクヴィルの『アメリカのデモクラシー』、ジョージ・ワシントンの辞任挨拶の朗読が続けられていった。
上院議会のギャラリーには開始時に数百人の聴衆がいたが、早朝の時間帯にはNAACPロビイストであるクラレンス・ミッチェル・ジュニアとサーモンドの妻ジーンだけになっていた。
朝方にはサーモンドの声はつぶやくようになっており、その口調はますます単調になっていった。正午頃に、 カリフォルニア州選出の共和党指導者ウィリアム・ノーランドが、動議が出されていないことを確認するために発声するよう求めた。これにサーモンドはノーランドの近くに移動することで応えた。
午後1時頃に、ジョセフ・マッカーシーの死を受けて当選したウィリアム・プロックスマイヤーの宣誓のために、一時演説を中断し、その後再開した。また、法案を支持する者を含む議員らから長時間にわたって質疑を受け、終日休憩を許された。
8月29日午後9時12分にフィリバスターは終了した。演説時間は24時間18分であり、これは2022年現在まで上院で行われたフィリバスターの最長記録である。
これ以前は1953年にウェイン・モースが、水没地法（Submerged Lands Act）への反対として行った22時間26分が最長記録であった。
この演説内容の記録においては議会速記者がチームで行い、最終的に96ページに達し、印刷費は7000ドル以上（2021年の貨幣価値に換算して6.8万ドル）を要した。

### 準備
歴史・伝記作家のジョゼフ・クリスピーノは、サーモンドのフィリバスターを「一種の泌尿器学的なミステリーだ」と評した。サーモンドは演説の開始までに定期的にスチームバスを利用することで水分を抜いて、自身を脱水状態に置き、長時間にわたり水分を吸収できるようにすることで排泄の機会を断っていた。
アフリカ系アメリカ人のコミュニティでは、サーモンドがトイレに行くのを避けるために他の方法を用いていたという噂もあった。
シカゴ・ディフェンダー紙では、サーモンドが「長時間の車旅行のために考案された装置」を身に着け、立った状態で排泄できるようになっていたとし、また、長年、議会職員を務めたバーティー・ボウマンは彼がカテーテルを着けていたと回顧録で証言している。
フィリバスターの開始から3時間ほど経った時、サーモンドは1度だけトイレに行くことを許可された。バリー・ゴールドウォーター上院議員は、彼にあとどのくらい我慢できるかと静かに尋ね、その時は「あと1時間くらいだ」と答えた。ゴールドウォーターは数分間だけ議場を明け渡すよう頼み、彼が議会記録への差し込みを行っている間、サーモンドはトイレを使用することが可能だった。補佐官は、いざとなればサーモンドが用を足せるよう、上院のクロークにバケツを用意していたが、彼がそれを使うことはなかった。
29日の夜になると、補佐官や上院の勤務医ジョージ・W・カルバーが、サーモンドの健康状態を心配するようになった。カルバーは、上院の職員がサーモンドの演説を止めさせることができないのであれば、自分が彼を議場から追い出すと言った。
演説の間、サーモンドはダイスカットされた黒パンとステーキの小さな欠片で空腹を耐えた。また、のど飴や麦芽乳の錠剤もポケットに忍ばせて議場に持ち込んでいた。
イリノイ州選出のポール・ダグラスは29日の正午頃に、オレンジジュースのピッチャーを持ってきたが、サーモンドが1杯だけ飲むと、トイレに行くのを防ぐために職員がすぐに片付けてしまった。

## 結果と評価

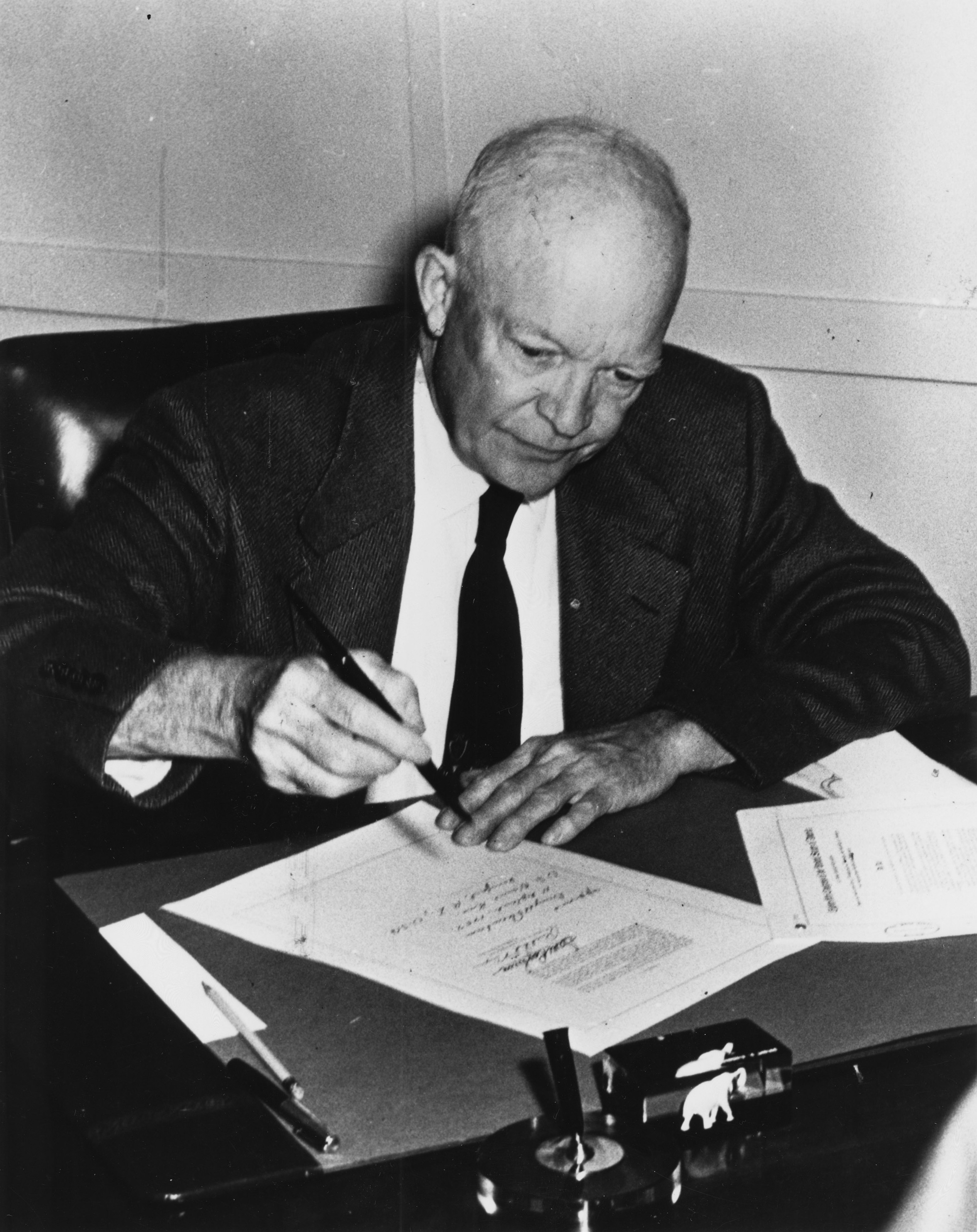
1957年9月9日、可決された公民権法に大統領署名を行うドワイト・D・アイゼンハワー。

サーモンドのフィリバスターは法案の通過を防止できず、それはおろか評決を変えることすらできなかった。
法案は演説終了の2時間後に60対15で可決され、2週間も経たない内にアイゼンハワー大統領の署名により成立した。この法律はアメリカで82年ぶりに可決された公民権法であった。
サーモンドは、タルマッジやラッセル、あるいは南部党幹部会の議員など、前年に『サザン・マニフェスト』（南部宣言）に署名したり、賛同した民主党議員からも大きな批判を受けた。この演説をタルマッジは見え透いたスタンドプレーと評し、ラッセルは「個人的な政治的打算だ」と非難した。
これら上院議員たちはサーモンドの演説中に、（演説者が途中交代するグループ式のフィリバスターに変更するといった形で）彼を支援するよう求める電報をいくつも受け取り、サーモンドのスタッフもまた何百人もの南部出身者から応援や励ます連絡を受けていた。
このようにサーモンドのフィリバスターは有権者らからの支持が高かったが、それでも南部選出の民主党議員らはこれを支援しなかった。なぜなら、（ラッセルが説明するように）このフィリバスターは、南部が示した妥協案をふいにする恐れがあり、クローチャーを阻止できる算段もなかったためである。
1964年、サーモンドは1964年公民権法について2度目のフィリバスターに参加した。このフィリバスターは南部選出の上院議員のグループによって行われたが、最終的にクローチャー投票によって強制的に打ち切られた。
この公民権法の成立後の同年末、サーモンドは所属を共和党に鞍替えした。
サーモンドは48年間当選し続けて議席を維持し、アメリカ史上最高齢上院議員として2003年に100歳で引退した。

### 現代の評価
2021年、ワシントン・ポスト紙のジリアン・ブロッケルは、このサーモンドのフィリバスターに「あからさまな人種差別語」は登場しなかったが、アフリカ系アメリカ人の投票権を保護するための法案に反対したものである以上は、人種差別的なものであったと評している。
2012年に出版されたサーモンドの伝記『ストロム・サーモンドのアメリカ（Strom Thurmond's America）』において、クリスピーノは、サーモンドが、このフィリバスターと、その前年に人種ごとに分離されていた公立学校の統合に反対する『サザン・マニフェスト』（南部宣言）の執筆の一部も担ったことに着目している。これら活動を通して「サーモンドは、最後の南軍の一人として、公民権に対する南部白人による『大規模抵抗運動』の擁護者という評判を固めた」と述べている。
さらに彼は、フィリバスターはサーモンドにとって、白人の強靭さと忍耐力を示す南部の考えを支持する方法であり、同時に彼個人の男らしさと剛健さのイメージを形作るためのものであったと論じている。